# Dessau
Dessau, korábban város Németország Szász-Anhalt tartományában, 2007. július 1-jétől Dessau-Roßlau város része.

## Fekvése
A tartomány déli részén fekszik, a Mulde folyó mindkét partján, amely a várostól északra torkollik az Elbába. A várost gyakran fenyegetik árvizek, mivel erős esőzések után az Elba nem tudja befogadni a Mulde vízhozamát.

## Története
A város első említése 1213-ból maradt fenn Dissowe néven. A Mulde torkolatához közel, kereskedelmi útvonalak kereszteződésénél épült város gyorsan mezővárossá fejlődött. 1341-ben az anhalti grófok várat építettek itt, 1470-ben az Anhalt-Dessau-i grófok székhelye lett.
1534-ben a város hivatalosan csatlakozott a lutheri reformációhoz.
A 16. század vége gazdasági fellendülést hozott, amelynek azonban a véget vetett a harmincéves háború. A Roßlau melletti Elba-híd hadászati jelentősége miatt Dessau számos csapat felvonulási terepe lett. A város csak a 17. század végére érte el a háború előtti fejlettségi szintjét. A herceg aktív telepítési politikája nyomán jelentős létszámú zsidó közösség jött létre. I. Lipót uralkodása alatt Dessau barokk stílusú székhellyé alakult.
A 18. század második felében III. Lipót Frigyes Ferenc alatt a város a német felvilágosodás egyik központjává vált.

## Nevezetességei
- Bauhaus-épület – Walter Gropius
- Junkers Ju 52
- Dessau–wörlitzi kertbirodalom

## Híres emberek
- Moses Mendelssohn (Dessau, 1729. szeptember 7. – Berlin, 1786. január 4.) német kereskedő, filozófus, író
- Samuel Heinrich Schwabe (Dessau, 1789. október 25. – Dessau, 1875. április 11.) német csillagász és botanikus
- Friedrich Max Müller (1823–1900), német nyelvész, filológus, orientalista
- Kurt Weill (Dessau, 1900. március 2. – New York, 1950. április 3.) német zeneszerző
- Dieter „Didi” Hallervorden (Dessau, 1935. szeptember 5.) német humorista, színész
- Thomas Kretschmann (Dessau, 1962. szeptember 8.) német színész

## Fordítás
Ez a szócikk részben vagy egészben a Dessau című német Wikipédia-szócikk fordításán alapul.  Az eredeti cikk szerkesztőit annak laptörténete sorolja fel. Ez a jelzés csupán a megfogalmazás eredetét és a szerzői jogokat jelzi, nem szolgál a cikkben szereplő információk forrásmegjelöléseként.